# كازا غراندي
كازا غراندي (بالإنجليزية: Casa Grande, Arizona)‏ هي مدينة تقع في مقاطعة بينال، أريزونا بولاية أريزونا في الولايات المتحدة. تأسست عام 1879، تبلغ مساحة هذه المدينة 284 (كم²)، وترتفع عن سطح البحر 426 م، بلغ عدد سكانها 48571 نسمة في عام 2010 حسب إحصاء مكتب تعداد الولايات المتحدة وتصل الكثافة السكانية فيها 171 نسمة/كم2.

## التركيبة السكانية
حدّد مكتب تعداد الولايات المتحدة بيانات التركيبة السكانية لكازا غراندي في تعداد الولايات المتحدة. في ما يلي، التركيبة السكانية حسب تعدادي 2000 و2010.

### تعداد عام 2000
بلغ عدد سكان كازا غراندي 25,224 نسمة بحسب تعداد عام 2000، وبلغ عدد الأسر 8,920 أسرة وعدد العائلات 6,544 عائلة مقيمة في المدينة. في حين سجلت الكثافة السكانية 88 نسمة لكل كيلومتر مربع (227.9/ميل2). وبلغ عدد الوحدات السكنية 11,041 وحدة بمتوسط كثافة قدره 38.5 لكل كيلومتر مربع (99.7/ميل2).
وتوزع التركيب العرقي للمدينة بنسبة 64.90% من البيض و4.27% من الأمريكيين الأفارقة و4.91% من الأمريكيين الأصليين و1.17% من الأمريكيين ذوي الأصول الآسيوية و0.10% من سكان جزر المحيط الهادئ و21.09% من الأعراق الأخرى و3.56% من عرقين مختلطين أو أكثر و39.13% من الهسبانيون أو اللاتينيون من أي عرق.
بلغ عدد الأسر 8,920 أسرة كانت نسبة 41.7% منها لديها أطفال تحت سن الثامنة عشر تعيش معهم، وبلغت نسبة الأزواج القاطنين مع بعضهم البعض 52.3% من أصل المجموع الكلي للأسر، ونسبة 15.1% من الأسر كان لديها معيلات من الإناث دون وجود شريك،  بينما كانت نسبة 6% من الأسر لديها معيلون من الذكور دون وجود شريكة وكانت نسبة 26.6% من غير العائلات. تألفت نسبة 21.7% من أصل جميع الأسر من عدة أفراد يعيشون في نفس المنزل ونسبة 8.9% كانت تتألف من شخص يعيش بمفرده يبلغ من العمر 65 عاماً أو أكثر. وبلغ متوسط حجم الأسرة المعيشية 2.80، أما متوسط حجم العائلات فبلغ 3.24.
بلغ العمر الوسطي للسكان 32.3 عاماً. وكانت نسبة 30.8% من القاطنين تحت سن الثامنة عشر، وكانت نسبة 9.2% بين الثامنة عشر والرابعة والعشرين عاماً، ونسبة 26.2% كانت واقعةً في الفئة العمرية ما بين الخامسة والعشرين والرابعة والأربعين عاماً، ونسبة 19.5% كانت ما بين الخامسة والأربعين والرابعة والستين، ونسبة 13.2% كانت ضمن فئة الخامسة والستين عاماً فما فوق. يوجد لكل 100 أنثى 97.1 ذكر، ويوجد لكل 100 أنثى في الثامنة عشر من عمرها فما فوق 91.3 ذكر.
بلغ متوسط دخل الأسرة في المدينة 36,212 دولارًا، أما متوسط دخل العائلة فبلغ 40,827 دولارًا. وكان متوسط دخل الذكور 34,858 دولارًا مقابل 23,533 دولارًا للإناث. وسجل دخل الفرد الخاص بالمدينة 15,917 دولارًا. وكانت نسبة 12.4% من العائلات ونسبة 16% من السكان تحت خط الفقر، وكان من هؤلاء نسبة 21.5% تحت سن الثامنة عشر ونسبة 12.3% في الخامسة والستين من العمر وما فوق.

### تعداد عام 2010
بلغ عدد سكان كازا غراندي 48,571 نسمة بحسب تعداد عام 2010، وبلغ عدد الأسر 17,651 أسرة وعدد العائلات 12,672 عائلة مقيمة في المدينة. في حين سجلت الكثافة السكانية 169.5 نسمة لكل كيلومتر مربع (439.0/ميل2). وبلغ عدد الوحدات السكنية 22,400 وحدة بمتوسط كثافة قدره 78.2 لكل كيلومتر مربع (202.5/ميل2).
وتوزع التركيب العرقي للمدينة بنسبة 67.30% من البيض و4.62% من الأمريكيين الأفارقة و4.60% من الأمريكيين الأصليين و1.80% من الأمريكيين ذوي الأصول الآسيوية و0.18% من سكان جزر المحيط الهادئ و16.37% من الأعراق الأخرى و5.13% من عرقين مختلطين أو أكثر و38.98% من الهسبانيون أو اللاتينيون من أي عرق.
بلغ عدد الأسر 17,651 أسرة كانت نسبة 35.9% منها لديها أطفال تحت سن الثامنة عشر تعيش معهم، وبلغت نسبة الأزواج القاطنين مع بعضهم البعض 51.6% من أصل المجموع الكلي للأسر، ونسبة 14% من الأسر كان لديها معيلات من الإناث دون وجود شريك،  بينما كانت نسبة 6.2% من الأسر لديها معيلون من الذكور دون وجود شريكة وكانت نسبة 28.2% من غير العائلات. تألفت نسبة 22.3% من أصل جميع الأسر من عدة أفراد يعيشون في نفس المنزل ونسبة 9.1% كانت تتألف من شخص يعيش بمفرده يبلغ من العمر 65 عاماً أو أكثر. وبلغ متوسط حجم الأسرة المعيشية 2.74، أما متوسط حجم العائلات فبلغ 3.18.
بلغ العمر الوسطي للسكان 36.0 عاماً. وكانت نسبة 27.9% من القاطنين تحت سن الثامنة عشر، وكانت نسبة 8.5% بين الثامنة عشر والرابعة والعشرين عاماً، ونسبة 24.1% كانت واقعةً في الفئة العمرية ما بين الخامسة والعشرين والرابعة والأربعين عاماً، ونسبة 23.7% كانت ما بين الخامسة والأربعين والرابعة والستين، ونسبة 15.8% كانت ضمن فئة الخامسة والستين عاماً فما فوق. وتوزع التركيب الجنسي للسكان بنسبة 48.5% ذكور و51.5% إناث.

## أعلام
- بيدرو إي. غيريرو
- إدواردو س. كورال
- أنتوني إدواردز
- جو جوناس
- بيلي ستايلز

## وصلات خارجية
- http://www.casagrandeaz.gov